# Mirjam Kubescha
Mirjam Kubescha (* 1971 in Gießen) ist eine deutsche Filmregisseurin.
Kubescha ist Absolventin der Hochschule für Fernsehen und Film München. Für ihre ersten Kurzfilme Inside the Boxes (Offizieller Beitrag zum Filmfest Cannes mit Robert Giggenbach) und Schwestern (Nachkriegsdrama mit Julia Richter) erhielt sie internationale Auszeichnungen. Ihr Spielfilmdebüt gab sie 2003 mit Germanija (48 Minuten, in der Hauptrolle Monica Bleibtreu), der gleichzeitig ihr Abschlussfilm an der HFF war. 2005 erschien der Dokumentarfilm Balordi über Theaterproben in einem italienischen Gefängnis.

## Filmografie
- 1997: Inside the Boxes (Kurzfilm)
- 1999: Schwestern (Kurzfilm)
- 2001: Ecce Homo (Dokumentarfilm)
- 2002: Germanija
- 2005: Balordi (Dokumentarfilm)